# Mateusz Malina
Mateusz Malina, född 10 juni 1986 i Cieszyn, Polen, är en professionell fridykare. Han har nuvarande världsrekord i alla tre dynamiska grenarna i poolfridykning, DYN 316 meter (CMAS), DYNb 200 meter och DNF 244m (AIDA).